# 凱恩冰原島峰

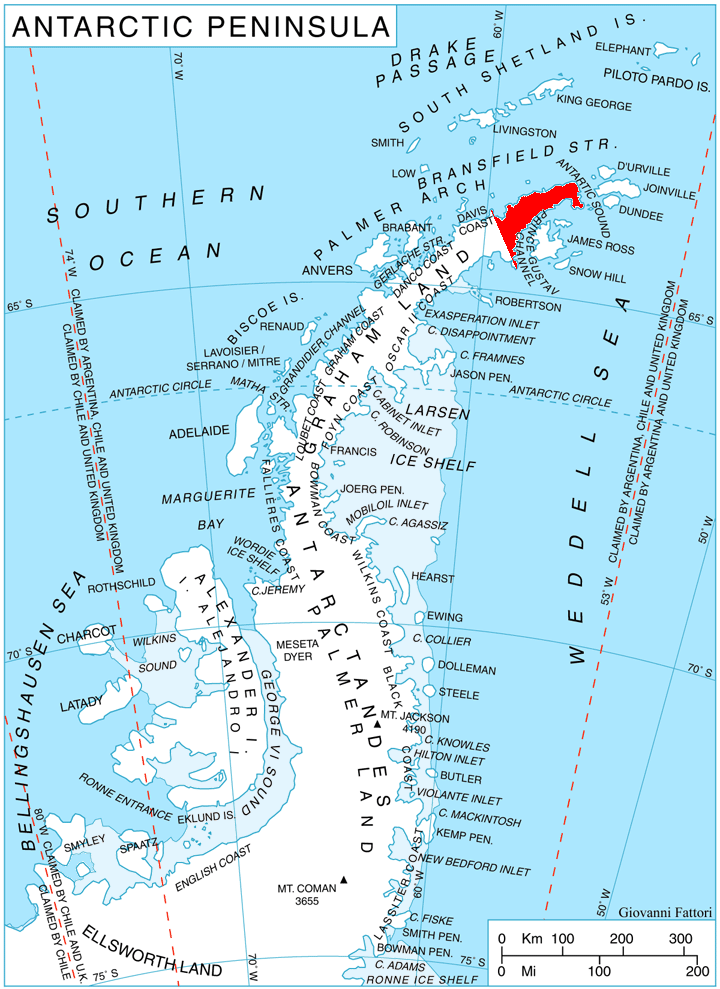

凱恩冰原島峰（英語：Cain Nunatak）是南極洲的冰原島峰，位於葛拉漢地的特里尼蒂半島南岸，處於庫馬塔山東北面3.37公里，由英國研究隊測量，以《聖經》人物命名，現時由南極條約體系管理。

## 外部連結
- Trinity Peninsula. Scale 1:250000 topographic map No. 5697. Institut für Angewandte Geodäsie and British Antarctic Survey, 1996.
- (PDF).   [2021-11-16]. （原始内容 (PDF)存档于2022-05-09）.

63°34′S 57°42′W / 63.567°S 57.700°W